# Henning Leo

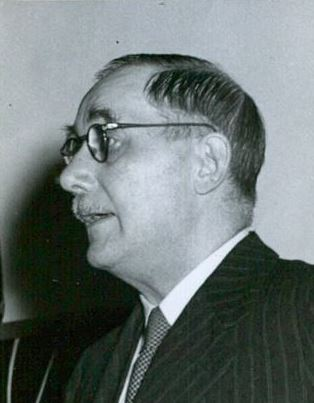
Imagem de Henning Leo em 1948.

Henning Leo (1885–1953) foi um político social-democrata sueco e secretário do Sindicato dos Engenheiros Ferroviários. Ele serviu como Ministro das Comunicações de 1932 a 1936.

## Biografia
Leo nasceu em Landskrona a 3 de setembro de 1885. Em 1918 foi eleito para o Riksdag em representação do condado de Kronoberg e permaneceu como membro do conselho do partido social-democrata até 1940. Em 1926, foi nomeado secretário do comité de socialização do partido, substituindo Nils Karleby no cargo. Leo também serviu no Riksdag no período de 1931-1932 pelo condado de Estocolmo e pelo condado de Uppsala e no período de 1933-1940 pelo condado de Estocolmo. Em 1932 foi nomeado Ministro das Comunicações do governo liderado pelo primeiro-ministro Per Albin Hansson e permaneceu no cargo até 1936. Leo morreu em Estocolmo no dia 26 de maio de 1953.